# Житнич
Житнич (хорв. Žitnić) — населений пункт у Хорватії, у Шибеницько-Книнській жупанії у складі міста Дрниш.

## Населення
Населення за даними перепису 2011 року становило 150 осіб.
Динаміка чисельності населення поселення:

## Клімат
Середня річна температура становить 13,56 °C, середня максимальна – 28,94 °C, а середня мінімальна – -1,26 °C. Середня річна кількість опадів – 839 мм.
| Клімат поселення                              | Клімат поселення | Клімат поселення | Клімат поселення | Клімат поселення | Клімат поселення | Клімат поселення | Клімат поселення | Клімат поселення | Клімат поселення | Клімат поселення | Клімат поселення | Клімат поселення | Клімат поселення |
| Показник                                      | Січ.             | Лют.             | Бер.             | Квіт.            | Трав.            | Черв.            | Лип.             | Серп.            | Вер.             | Жовт.            | Лист.            | Груд.            |                  |
| Середній максимум, °C                         | 9,82             | 10,74            | 13,91            | 17,46            | 22,45            | 26,25            | 28,94            | 28,59            | 23,85            | 18,95            | 13,64            | 10,51            |                  |
| Середня температура, °C                       | 4,27             | 5,21             | 8,36             | 11,92            | 16,90            | 20,70            | 24,10            | 23,74            | 19,01            | 14,09            | 8,79             | 5,67             |                  |
| Середній мінімум, °C                          | −1,26            | −0,34            | 2,82             | 6,37             | 11,36            | 15,17            | 19,25            | 18,90            | 14,15            | 9,25             | 3,94             | 0,82             |                  |
| Норма опадів, мм                              | 71               | 63               | 68               | 74               | 60               | 59               | 37               | 50               | 78               | 88               | 104              | 87               |                  |
| Середньомісячна швидкість вітру, м/с          | 2.04             | 2.27             | 2.49             | 2.42             | 2.18             | 1.92             | 1.95             | 1.80             | 1.91             | 1.95             | 2.30             | 2.28             |                  |
| Середньомісячна сонячна радіація, кДж/м²·день | 5351             | 8126             | 11789            | 16306            | 20267            | 22739            | 24416            | 21387            | 15974            | 10320            | 5778             | 4559             |                  |
| --------------------------------------------- | ---------------- | ---------------- | ---------------- | ---------------- | ---------------- | ---------------- | ---------------- | ---------------- | ---------------- | ---------------- | ---------------- | ---------------- | ---------------- |
| Джерело:                                      |                  |                  |                  |                  |                  |                  |                  |                  |                  |                  |                  |                  |                  |